# Tjårkeluoppal
Tjårkeluoppal är en sjö i Kiruna kommun i Lappland och ingår i Kalixälvens huvudavrinningsområde. Sjön har en area på 0,0852 kvadratkilometer och ligger 463,1 meter över havet. Sjön avvattnas av vattendraget Sorkijoki.

## Delavrinningsområde
Tjårkeluoppal ingår i det delavrinningsområde (751709-170061) som SMHI kallar för Mynnar i Kalixälvens vattendragsyta. Medelhöjden är 499 meter över havet och ytan är 39,87 kvadratkilometer. Det finns inga avrinningsområden uppströms utan avrinningsområdet är högsta punkten. Sorkijoki som avvattnar avrinningsområdet har biflödesordning 3, vilket innebär att vattnet flödar genom totalt 3 vattendrag innan det når havet efter 309 kilometer. Avrinningsområdet består mestadels av skog (80 procent) och sankmarker (17 procent). Avrinningsområdet har 1,1 kvadratkilometer vattenytor vilket ger det en sjöprocent på 2,7 procent.